# ریان اس‌تی
ریان اس‌تی (به انگلیسی: Ryan_ST) یک هواگرد ملخ‌پیشین تک‌موتوره از نوع آموزشی تک‌باله ساخت شرکت Ryan Aeronautical Company است. هواگرد ریان اس‌تی نخستین پروازش را در ۸ ژوئن ۱۹۳۴ میلادی انجام داد. این هواگرد در سال ۱۹۳۴ میلادی رسماً معرفی گردید. در مجموع، تعداد ۱٬۵۶۸ فروند از این هواگرد ساخته شده‌است.
طراح این هواگرد، T. Claude Ryan بود.